# Mazinan
Mazinan (en persan : مزينان, romanisé Mazīnān) ou Darwazān est un village du district rural de Maziran dans le comté de Davarzan dans la province du Khorassan-e Razavi en Iran.

## Personnalité
- 'Alî Sharî'atî (1933-1977), sociologue, philosophe et militant politique, y est né.